# 圣神教堂 (慕尼黑)

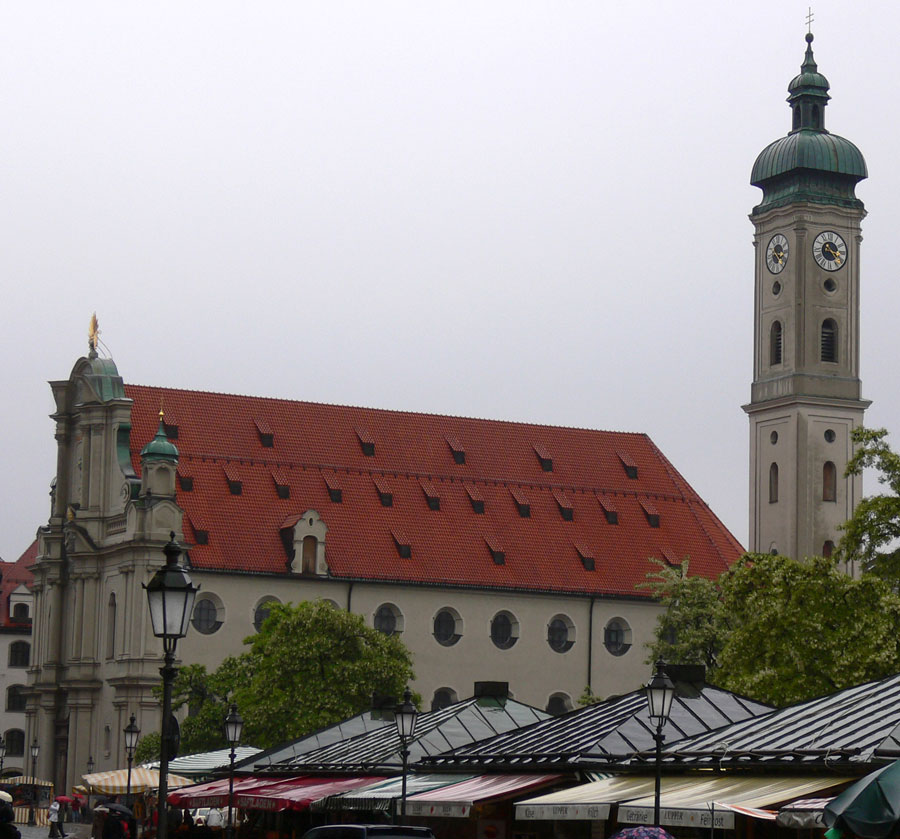
慕尼黑圣神教堂

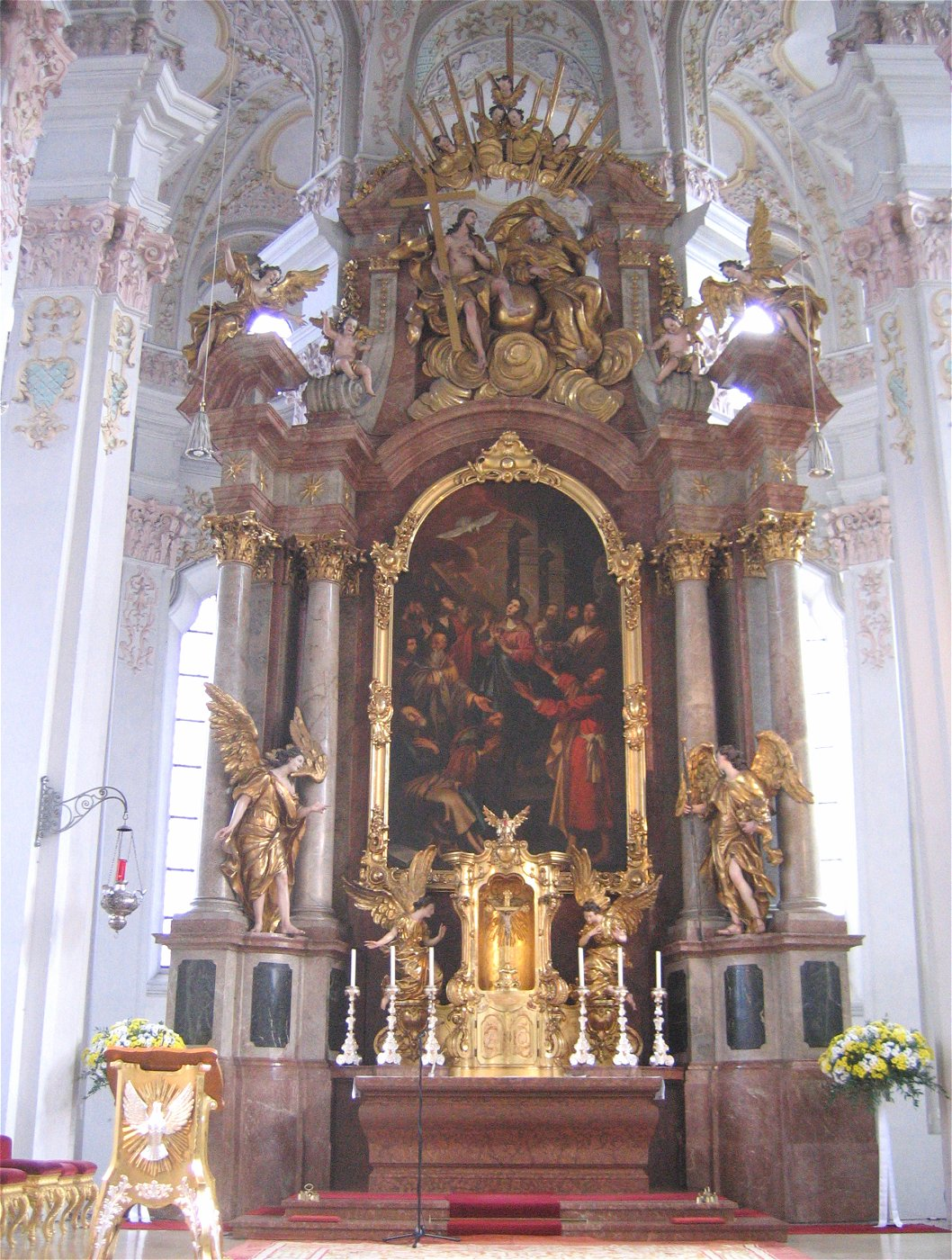
祭台

圣神教堂（Heilig-Geist-Kirche）是一座天主教本堂区圣堂，也是慕尼黑现存最古老的教堂之一。可能1208年由路德维希一世建立圣神救济院，内有罗曼式的圣女加大利纳礼拜堂，紧邻 Thalburgtor，即今天老市政厅钟楼。
1327年的火灾摧毁了凯瑟琳的礼拜堂，随后新建了带有唱经楼的哥特式教堂，在1392年完成。
1724年至1730年，圣灵教堂由Ettenhofer和阿桑兄弟改建为巴洛克式。
巴伐利亚世俗化以后，1806年它从医院分出，以让出地方兴建谷物市场。1944年至45年，其外墙被空袭摧毁，重建始于1946年，仍然没有完成。祭台祝圣于1955年。自1973年以来，阿桑壁画，祭坛和整个内部，都进行修复。

## 艺术品
- 祭坛画：“圣灵降临”（Ulrich Loth），1649;
- 唱经楼天花板壁画:“圣灵的七种恩赐”（Gebrüder Asam）
- 大厅天花板壁画（Gebrüder Asam）
- 祭台天使（Johann Georg Greiff），1730
- 圣母祭台（1450）
- 巴伐利亚公爵费迪南德的铜墓（Hans Krumpper），1608